# Cisse Ibrahima Ousmane
Pour les articles homonymes, voir Cisse.
Cisse Ibrahima Ousmane, né le 27 octobre 1962 à Niamey (Niger) est un Commissaire Général de Police et homme politique nigérien.

## Biographie

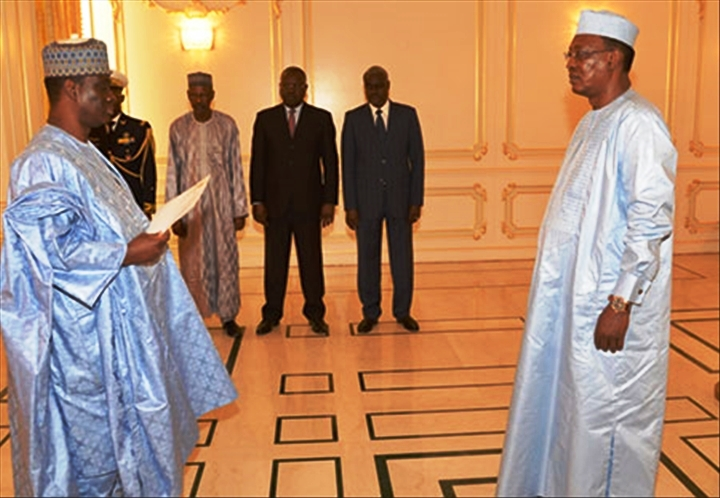

### Études
Cisse Ibrahima Ousmane né le 27 octobre 1962 fait ces études primaires et secondaires au Niger, ces études universitaires au Niger et en France. Titulaire d’un doctorat en lettres modernes obtenu à université Stendhal (Grenoble-III) France en novembre 1995, il est titulaire d’un diplôme d’études approfondies en droit, option sécurité internationale et défense obtenu à l'université Pierre Mendes-France de Grenoble en France en octobre 2003. Il est également diplômé de l'École nationale supérieure de la Police de Saint-Cyr-au-Mont-d'Or, 43e  promotion (promotion Jean Moulin).

### Carrière professionnelle
Il a été successivement directeur  administratif, commissaire de police de la commune III de Niamey (rive droite), adjoint au directeur de la police de la communauté urbaine de Niamey, commissaire central de Niamey, directeur départementale de la police nationale de Diffa (frontière du Tchad), directeur de l’École nationale de Police et de la formation permanente, directeur général de la Documentation et de la sécurité extérieure (DGDSE)[réf. nécessaire] à la présidence de la République du Niger, directeur général de la Police nationale du Niger, inspecteur général des services de police par intérim, conseiller technique du ministre d’État, ministre de l'intérieur.
Enseignant vacataire à la faculté des lettres et sciences humaines de l'université Abdou Moumouni de Niamey, fonctionnaire international aux Nations unies (ONU), il a servi l'ONU dans plusieurs mission de maintien de la paix notamment en Haïti, en Côte d'Ivoire en République Démocratique du Congo et au Tchad au poste de Deputy Chief of joint Operations Center (JOC) de la Mission des Nations unies en République centrafricaine et au Tchad (MINURCAT).

### Carrière politique
Il est ministre de l'intérieur, de la sécurité, de la décentralisation et des affaires religieuses du gouvernement de transition de 2010-2011 au sein duquel il a joué un rôle clé pour la restauration de la démocratie au Niger confisquée par le régime du président Tandja Mamadou. Durant cette période, il a assuré à maintes reprises l'intérim au Ministère de la défense nationale . Il a aussi présidé régulièrement les réunions du Conseil national de dialogue politique (CNDP) cadre permanent de dialogue et concertation politique du Niger.
Il a été ministre conseiller spécial du président de la République du Niger Mahamadou Issoufou. En 2017, il est ambassadeur extraordinaire et plénipotentiaire du Niger au Tchad.
En avril 2022, Ousmane Cissé a été écroué. Il est accusé d’être impliqué dans deux tentatives de coup d'état dont celle de mars 2021.

## Décoration
- Témoignage officiel de satisfaction décerné par le préfecture de Diffa en février 1997 ;
- Médaille commémorative des Nations-Unies No 1 avec agrafe attribuée en novembre 1997 dans le cadre de la MITNUH ;
- Médaille commémorative des Nations-Unies No 2 avec agrafe attribuée en mai 1998 dans le cadre de la MIPONUH ;
- Médaille commémorative des Nations-Unies No 3 avec agrafe attribuée en novembre 1998 dans le cadre de la MIPONUH ;
- Témoignage officiel de satisfaction décerné par la direction départementale de l'Artibonite-Police National d'haïti en 1998 ;
- Témoignage officiel de satisfaction décerné par l'inspecteur général en chef de la police nationale d'Haïti IGPNH en 1999 ;
- Médaille des théâtres d'opérations extérieures attribuée en 1999 ;
- Chevalier de l'Ordre national du Niger attribué le 2 août 2001 à l'occasion de la fête Nationale du 3 août 2001 ;
- Médailles commémoratives des Nations-Unies No 1,2,3 et 4 avec agrafe attribuée en février 2005 dans le cadre de l'ONUCI ;
- Officier de l'Ordre national du Niger attribué le 23 mars 2006 à l'occasion de la fête nationale du 18 décembre 2005 ;
- Médaille commémorative des Nations-Unies No 1 avec agrafe attribuée en juillet 2008 dans le cadre de la MONUC ;
- Médaille commémorative des Nations-Unies No 2 avec agrafe attribuée en décembre 2008 dans le cadre de la MONUC ;
- Médaille commémorative des Nations-Unies No 1 avec agrafe attribuée en juillet 2009 dans le cadre de la MINURCAT ;
- Dignité de grand officier de l'Ordre national du Niger attribuée le 10 août 2010 ;
- Dignité de Grand-croix de l'Ordre national du Niger attribuée le 1er avril 2011.